# Beatrix Uherská
Beatrix Uherská (francouzsky Béatrice de Hongrie, 1290, Neapol – 1354, Royannais) byla hraběnkou z Viennois a dcerou neapolského prince Karla Martela a Klemencie Habsburské, dcery římského krále Rudolfa.

## Život
Beatrix byla druhorozená a již roku 1296 byla provdána za o deset let staršího Jana z Viennois. Porodila dva syny a po manželově smrti († 1319) odešla do klášterního ústraní v Citeaux. Roku 1340 odešla do kláštera Ayes a poté do cisterciáckého kláštera Saint Just de Claix, který pro ni založil syn Humbert. Zemřela zde pravděpodobně roku 1354 a byla zde i pohřbena. V roce 1680 byly její ostatky přesunuty do kostela sv. Bernarda v Romans-sur-Isère, kde je po ní pojmenována ulice.